# 대장균
대장균(大腸菌, Escherichia coli, E. coli)은 온혈동물의 창자(대장과 소장)에서 많이 볼 수 있는 박테리아이다. 대장균 자체는 인체에 해롭지 않다. 대부분의 대장균의 변종은 해롭지 않지만, 항원형 O157:H7등은 사람의 식중독을 일으키며, 가끔 대규모의 식품 리콜의 원인이 된다. 해롭지 않은 변종은 대장의 공생미생물이며 비타민 K2 등을 생산하여 이로움을 주기도 하며, 창자에서 병의 원인이 되는 박테리아의 번식을 막기도 한다.
박테리아는 쉽게 번식하고 유전적으로 비교적 단순하고 다루기가 쉬워 가장 많이 연구된 원핵생물의 표본생물이고, 바이오테크놀로지에서도 중요하게 쓰인다. 독일의 소아과 의사이자 세균학자인 테오도어 에셰리히가 1885년에 발견하였으며, 장내세균과에 속하는 감마프로테오박테리아로 분류된다.